# Carl August Sundvall

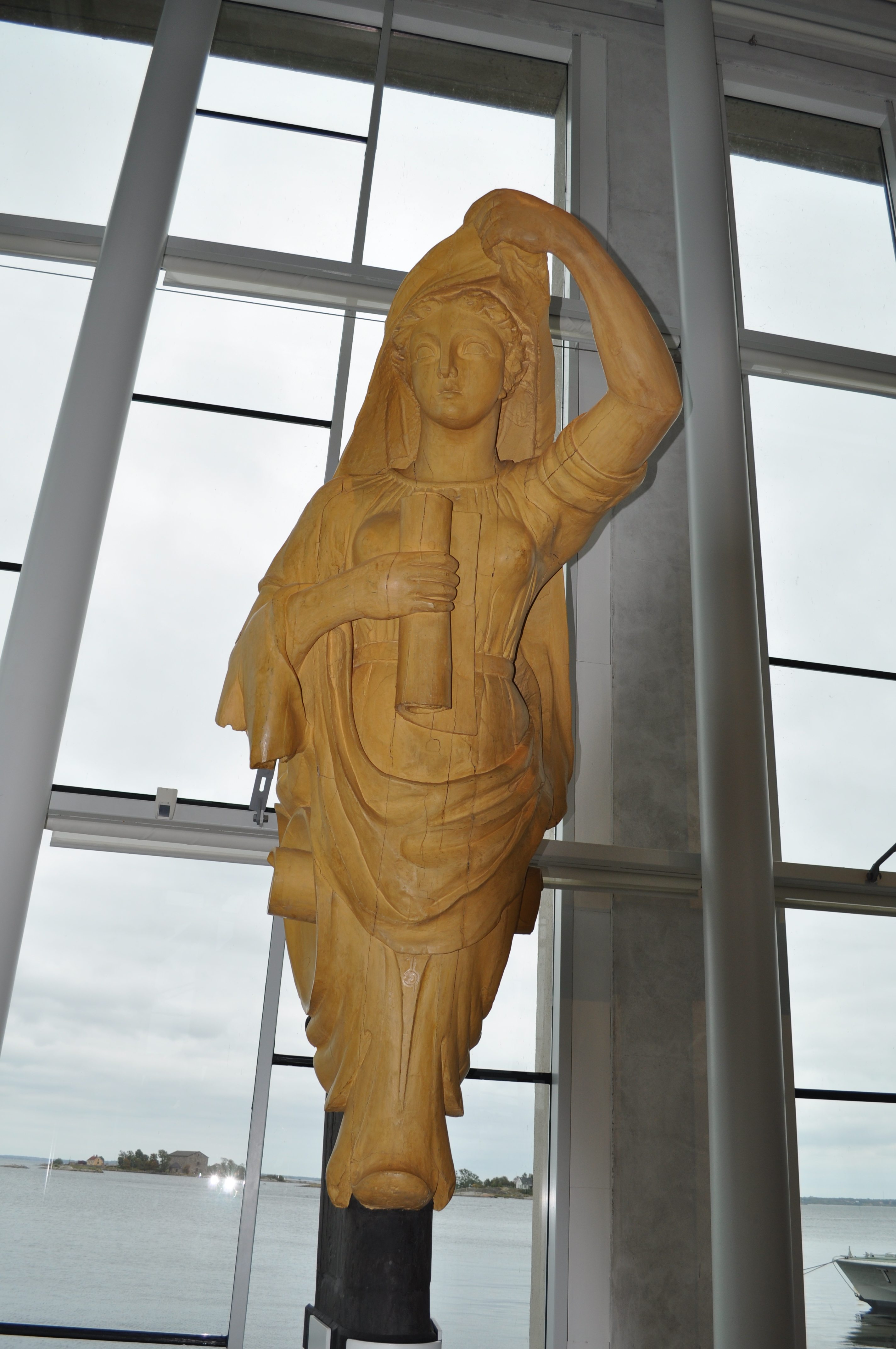
Sagas galionsfigur, utförd av Carl August Sundwall

Carl August Sundvall, född 10 januari 1855 i Stockholm, död 1941, var en svensk skulptör och ornamentbildhuggare.
Han var son till kattuntryckeriarbetaren Johan Petter Sundvall och Anna Christina Sundgren och gift med Emilia Kristina Taxén. Sundvall var verksam som ornamentbildhuggare i Stockholm. Från 1880-talet biträdde han som lärare vid undervisningen vid Tekniska skolan och var 1902–1925 överlärare i ornamentmodellering. Han arbetade 1884 på den Nerpinska verkstaden i Stockholm där han högg galjonsbilden till ångkorvetten HMS Saga som blev en av de sista galjonsskulpturer som utfördes på uppdrag av svenska marinen. Skulpturen framställer en allegorisk kvinnofigur som med ena handen trycker en pappersrulle mot sitt bröst och med den andra drar en dolk eller slöja över sitt huvud. Galjonsskulpturen ingår i Karlskrona marinmuseums samlingar.

## Fotnoter
1. ↑  KulturNav, KulturNav-ID: 1b2ff91d-bc3b-48ac-9db4-1d163a1e1b3b, läst: 9 oktober 2017.[källa från Wikidata]
2. ↑  Nationalmuseum, Nationalmuseum aktör-ID: 1640769, läst: 9 oktober 2017.[källa från Wikidata]